# Fritz Fleege-Althoff
Albrecht Ernst Fritz Heinrich Fleege-Althoff (* 17. Oktober 1886 in Schlangen; † 27. März 1945 in einem Gefangenenlager in Ostpreußen) war ein deutscher Wirtschaftswissenschaftler.

## Leben
Geboren als Sohn eines Lippischen Wanderarbeiters, besuchte Fritz Fleege-Althoff die Dorfschule in Schlangen und das Lehrerseminar in Detmold und wurde Volksschullehrer in Haustenbeck. Anschließend studierte er Staatswissenschaften an der Universität Leipzig und der Ruprecht-Karls-Universität Heidelberg. 1912 wurde er Mitglied des Corps Hermunduria Leipzig, später auch noch des Corps Hansea Mannheim. 1914 schloss er das Studium an der Handelshochschule Köln als Handelslehrer ab. Am Ersten Weltkrieg nahm er von 1916 bis 1918 teil und wurde mit dem Eisernen Kreuz II. Klasse ausgezeichnet. 1921 wurde er an der Universität Frankfurt zum Dr. rer. pol. promoviert. Anschließend war neben einer Tätigkeit als Diplom-Handelslehrer in Hamm Dozent für Betriebswissenschaften an der Fürst Leopold-Akademie für Verwaltungswissenschaften in Detmold. 1926 wechselte er als wissenschaftlicher Assistent an die Handelshochschule Mannheim, wo er sich habilitierte und von 1929 bis 1933 als Privatdozent las. 
1934 wurde er außerordentlicher Professor für Betriebswirtschaftslehre an der Universität Heidelberg mit einem Lehrauftrag an der Universität Bonn. Zum 1. Mai 1937 trat er der NSDAP bei und schloss sich auch der SA an. Von 1937 bis zu seinem Tod lehrte er Betriebswirtschaftslehre an der Handelshochschule Königsberg, zunächst im Rahmen einer Lehrstuhlvertretung und ab 1938 als ordentlicher Professor.
Fleege-Althoff lehrte Allgemeine Betriebswirtschaftslehre, doppelte Buchhaltung und Finanzmathematik. Sein Buch „Die lippischen Wanderarbeiter“ gilt als ein Standardwerk der lippischen Heimatliteratur. In Schlangen wurde ihm zu Ehren die „Fleege-Althoff-Straße“ benannt.

## Schriften
- Die Kultivierung der Lippischen Senne, 1916
- Einführung in die doppelte Buchhaltung, erschienen in mindestens sechs Auflagen
- Methodisch geordnete Geschäftsgänge zur Einführung in das Kontengefüge der doppelten Buchhaltung, 1925
- Die lippischen Wanderarbeiter, 1928
- Arbeitsplatzgestaltung, 1929
- Neuartige Obligationen im deutschen Kapitalmarkt, 1930
- Die notleidende Unternehmung, Band 1 Krankheitserscheinungen und Krankheitsursachen, 1930
- Die deutsche Literatur der allgemeinen Bilanzlehre, 1925–1930, 1933
- Beschaffungswirtschaft und Lager- und Materialverwaltung, 1939
- Grundzüge der allgemeinen Betriebswirtschaftslehre, 1934, 2. Auflage 1941